# Харцизи
Харцизи — етносоціальна група на території сучасної України (Донецька область) (кінець XVI — середина XVIII століття).

## Назва
Харциз («харциз», «харцизник», «харцизяка») — діалектне староукраїнське слово на позначення розбійника. Словник української мови в 11 томах та Словар української мови Грінченка тлумачать це слово як «розбійник, грабіжник». Від крим. hırsız — вор, розбійник.

## Інші назви
Воровскі черкаси – назва використовувалася в літературі XVII—XVIII сторіччя..
Запорожці (харцизи) – назва використовувалася в літературі XVII—XIX сторіччя..

## Історія
Харцизька етносоціальна група має глибоке коріння, які йдуть в глибину XIII століття, коли в Приазовських степах кочували попередники харцизів – бродники, які населяли ту ж територію та мали схожий побут. Так Вільгем де Рубрук здійснив подорож в Золоту Орду в 1253 році. У своїй книзі «Подорож в східні країни» так описує бродників::
|  | А на шляху між ним і його батьком ми відчували сильний страх: саме руські, угорці та алани, раби їх [татар?], число яких у них дуже велике, збираються зараз по 20 або 30 осіб, вибігають вночі з сагайдаками і луками і вбивають всякого, кого тільки застають вночі. Вдень вони ховаються, а коли коні їх стомлюються, вони підбираються вночі до табунів коней на пасовищах, обмінюють коней, а одного або двох відводять із собою, щоби в разі потреби з'їсти. Наш провідник сильно боявся такої зустрічі. |

Починаючи з XVI століття, малозаселені землі сучасних Донецької та Луганської областей стали заселяти поодинокі ватаги запорозьких та донських козаків. Також тут осідали селяни-кріпаки, що втекли, збіднілі чи декласовані шляхтичі з України. В зв'язку з тим, що ці землі були між Річчю Посполитою, Московською державою та Кримським ханством то тут не було ніяких постійних представників влади. Це були нічийні землі, справжнє дике поле.
Основною етнічною складовою були українці (русини, черкаси). Заселення цих земель відбувалося на тлі безперервних бойових дій на території Наддніпрянської та Західної України, з каральними експедиціями Речі Посполитої.
В історичних документах (кінець XVII — початок XVIII століття) харцизи зазначаються як «запорожці». Імовірно були прошарком козацтва, що знаходилися в конфронтації не тільки з урядом Московії чи Речі Посполитої, але й гетьманським та слобідським козацтвом, та навіть з Запорізькою Січчю.
Жили харцизи розрізненими невеликими поселеннями. Центральна влада була відсутня.
За правління Івана IV 1547-1584 роках на Сіверському Дінцю було вже досить багато харцизів. Основним заняттям харцизів був напад на річкові судна на проїжджих. Крім того, багато харцизів кочувало між Дніпром і Сіверським Дінцем. Частина харцизів були вихідцями з донського козацтва, інша частина були вихідцями з запорізького козацтва. Окремі харцизькі загони були організовані татарами і ногайцями. Харцизи бродили по степах загонами в 3, 6, 10, 20 чоловік, а зібравшись в більші загони харцизи нападали на прикордонні села.
Іван IV неодноразово звертається з посланнями до ногайських мурз, в яких згадував ворожі дії харцизів. У листі від 21 липня 1538 року до мурзи Келмагмеду він писав:
|  | І Вам набагато відомо, лихих де немає. На поле ходять багато козаків, багато казанці, азовці, кримці та інші улюбленці. А та наших Україн з ними ж смешався ходять, і ті люди як вам таті ... і розбійники, і на хвацько їх ніхто не вчить, а вчинивши які хвацько (біду - авт.), роз'їжджаються по своїх землях ... |

У 1545 році кримський хан Сахіб I Герай скаржився Івану IV на те, що загони харцизів розграбували караван Перекопських і Кафського купців, які їхали в Москву. У районі річки Ворскли спочатку напав загін харцизів з уродженцем Московського князівства, а трохи пізніше харцизький загін з уродженців Речі Посполитої.
У 1549 році харцизький загін з северюков пограбував ногайських купців, які йшли в Москву, та в цьому ж році харцизи пограбували кримського гінця на Муравському шляху. Того ж року посол Новосельцев залишив такі спогади про харцизів:
|  | Як ми пішли з Азова, прийшла до нас вістка, що за нами пішли з Азова полем козачі отамани, Сенько Ложников з товаришами: з ним же йшли кизиеви татари, так два отамана кримських, а з ними людин 300, і хочуть нас на Дону або на Україні громити з обох сторін; а зі мною донських отаманів і козаків для бережения йде не багато; інші отамани і козаки зі мною не пішли і не послухали твоєї грамоти. |

Цей уривок цікавий тим, що у азовських татар козаків ватажком була людина з слов'янським ім'ям.
За правління Федора Івановича у 1584-1598 роках значно збільшилася кількість запорізьких козаків, які перейшли на службу до царя і охороняли південний кордон Московського царства по Сіверському Донцю від татарських і харцизьких набігів. Зокрема новоприбулі запорожці під проводом Василя Андрєєва розбили на Дінці харцизький загін Сєтепана Евлашова і виручили з полону донецьких отаманів Власа Яковлєва та Семена Новгородца. Цей же Василь Андрєєв громив загони харциза Колоші.
Про використання запорожців Московським царством в боротьбі з харцизами Багалій писав:
|  | Подібно до того, як колись російські князі користувалися службою орусевшіх половців проти їх же одноплемінників, так і тепер Московська держава брала до себе мирних черкас і з їхньою допомогою відбивала злодіїв. У 1585 році представник московського уряду на Дону Р. Вердевський повідомляв до Москви про винищення харцизами московської сторожі, котра знаходилася в урочищі Багатий Затон, поблизу озера Багате. У 1586 році у районі басейну Сіверського Донця бешкетували харцизькі ватаги очолювані отаманами Петром Верчуном і Терехом Шелудивим. Вони наводили жах на мешканців прикордонних московських міст Лівни та Воронежа, неодноразово нападали на татарські чамбули. Московський воєвода А. Панютін повідомляв, що харцизи «кримських людей по Донцю усе літо, тих усіх громили і багатьох і на Поле не пускають, так і по усім окраїнним містам в Сіверської землі государевим людям перешкоди чинять. |

Харцизам протидіяли московські сторожеві загони очолювані В. Андрієвим, Федором Бутурліним, Юрієм Булгаковим. Воювати з харцизами були відправленні загони з Шацька і Ряжська на чолі з князем П. Горчаковим та І. Губіним. Для боротьби з харцизами у Дикому Полі формувалися підрозділи у таких московських містечках як Орел, Мценськ, Михайлів, та інших прикордонних поселеннях.
Щоб убезпечитись від нападів на прикордонні міста у 1588 році, московський цар Федір Іванович наймає на військову службу 50 українських козаків на чолі з отаманом Яцьком Лисим. Невдовзі до них приєднується підрозділи з 35 українців на чолі з отаманом Агеєм Мартиненком. У травні того ж року вони були посланні до гирла річки Айдар та униз по Сіверському Дінцю для протидії харцизам. Протягом літа 1588 р загін найманців Я. Лисого вступав у сутичку з підрозділами харцизів на чолі з сотником Лазарем, отаманами Лук'яном Карнаухом, П. Берчуном та Калошею поблизу Княжих гір та інших місцевостей Дикого поля.
У 1589 році А. Мартиненко скаржився воєводі Воронежа, що їх дуже часто посилають воювати з харцизами, але не надають необхідного озброєння.
У 1642 році ватага харцизів на чолі з Григорієм Торським вбила турецького посланця, з шістьма його людьми, при переправі через Сіверський Донець. Московський же посланець з почтом, що повертався зі Стамбулу, ледве втік.
У 1600 році в районі нинішнього Ізюму був побудований форпост Московського царства Цареборисів. Основним завданням жителів фортеці було стеження за переміщенням ногайців і харцизів по Мураському і Кальміуському шляху. Також воєводи Бєльський і Алфьоров повинні були встановити зв'язок з отаманами козаків, які жили по Дінцю і Осколу, що також стежили за переміщенням ногайців і харцизів. Воєводи наказали місцевим отаманам надсилати спійманих харцизів в Цареборисової, де б їх судили або відправляли в Москву.
Борис Годунов планував, що Цареборисів стане надійним оплотом проти набігів татар і харцизів на південні рубежі Московського царства.
За правління Михайла Федоровича 1613-1645 роках донські козаки витіснили харцизькі загони з Дону, після чого переміщення купців і послів по Області Війська Донського стало більш безпечним. На початку царювання Михайла Федоровича в 1615 році новий цар очистив південну околицю царства від харцизів, витіснивши їх у глиб степу. Разом з тим територію Слобожанщини і Подонцовья в цей час заселяли запорізькі козаки, які прийшли з Запоріжжя або Гетьманщини. Всі новоприбулі поселенці були приведені до присяги москоскому царю, запорожцям заборонялося залишати межі царства без дозволу воєводи; спілкуватися з поляками, литовцями, татарами, запорізькими козаками, які не присягнули царю і харцизам; брати участь в їх грабіжницьких походах.
У 1644 році ватага харцизів (воровских черкасів) грабують Святогірський монастир.
13 липня 1644 року валуйским станичникам святогірський чернець Іов та сторожа з бєлгородців та чугуївців доповідали:
|  | В липні приходили до нас у Святі Гори черкаси, вісім чоловік й казали, що вони зі своїм отаманом Іваном Безперстим в кількості 70 чоловік були у Мордві, а тепер чекають коло гір кримських гінців й царських посланців, щоб обібрати їх. |

Також вони повідомили, що окрім їхньої ватаги ще є інші «воровскі черкаси» коло Святих Гір, на Посольському шляху. В той же час прийшли повідомлення, що Миргородський урядник Станіслав Ігульчевський направив на Сіверський Донець дві ватаги черкасів. Одна з них, очолювана отаманом Григорієм Торським, була спрямована на Посольський шлях, щоб грабувати московських та кримських послів. Друга ж ватага була спрямована на перешкоджання рибної ловлі на річках Сіверський Донець та Оскіл.
В середині 17 століття в середній течії Сіверського Дінця діяли такі харцизькі загони: загін Григорія Торського в 500 чоловік, який нападав на прикордонні поселення Московського царства; загін Абакумова нападав на росіян, які займалися рибальством на Дінці; в районі Святогірська оперував загін Безперстого в 70 людей, який нападав на російських і татарських послів; окремі загони харцизів, що оперували по берегах річки Нетріус нинішнього Лиманського району.
У 1651 році «воровскі черкаси» напали на Святогірський монастир. Серед вкраденого була царська грамота.
У 1714 році запорожці-харцизи разом з кримськими татарами грабують землі Харківського полку та Ізюмського полку. Харківський полковник Григорій Семенович Квітка розбиває їх та витісняє зі Слобожанщини.
У 1717 році Соколовський сотник доповідав Харківському полковнику Григорію Квітці про напад харцизів вночі 2 вересня. Вони напали на сотенне містечко Соколове. В ту ж ніч харцизи полонили козака Соколовської сотні Семена Герасименка, який повертався з Валок.
У 1718 році харцизи знову шарпають Слобідську Україну. Вважали, що саме вони занесли чуму, яка протягом двох років вирувала на Слобожанщині.
У 1719 році запорожці-харцизи палять та винищують Бірки та Гуляй-поле. В Бірках харцизи вбили власника села, Костянтина Васильовича Куликовського.
У 1721 році розбійники запорожці (харцизи) разом з кримськими татарами грабують Хорошівський монастир.
З 1745 Ясинувате стало головним центром для харцизів характерників, для гайдамаків і гайдуків.
у 1770 році на березі річки Гайчур в балці Калмичка утворився центр гайдамаків, харцизників і камишників. Неодноразово на цей центр нападав командир Дніпровської лінії генерал майор Нік. Як. Ланів і очищав околиці балки Калимчки від розбишак.
У зв'язку з заселенням території сучасної Донецької області, розчинилися в новому населенні.

## Поселення харцизів
- Вільне (Новомосковський район) — село було засноване Харцизами. Всі розбійники з округи ховалися від переслідування Коша Запорізького і його влади в цьому місці. Тут було давнє право притулку. На харцизів, що тут ховалися, не поширювалася влада Коша. Мешканців цього місця боявся сам полковник Самарської паланки і всі його осавули. У цій місцевості часто несподівано з'являвся Гаркуша, відомий харциз-характерник, обвішаний дукатами і оперезаний капшуком із золотом. Тут же він гарцював на своїх білих пегасах і запрошував до себе братів мисливців-гайдуків[23]
- Слов'янка (Межівський район) — за розпорядження коша запорізького, для оборони Муравського шляху від набігів татар на цьому місці був заснований зимівник в балці сотником запорожців-харцизів Гончаром. Він не раз тут нападав на татар і перемагав їх. В одному з боїв з татарвою в 1660 році Гончар загинув. Його з почестями поховали в цьому займище. З того часу балка Гончара і могила Гончара біля Слов'янки була для запорожців святим місцем.[24] 1 [Архівовано 2 лютого 2016 у Wayback Machine.]
- Дружківка — після переселення запоріжців в Олешки й після невдалого Прутського походу 1711 року, коли ця місцевість відійшла під турецько-татарську владу, в Дружківці сиділо декілька престарілих запоріжців, куралесів, характерників, харцизів, які були пов'язані з бахмутськими й Маяцькими козаками й одстрашували турецько-татарську орду, що з'явилася в цій місцевості. У 1768 і 1769 рр. запорожці дружно відстояли й захистили свою Дружківку від усіх нападів і наскоків татарських.[25]
- Ясинувата — з 1745 Ясинувате стало головним центром для харцізів характерників, для гайдамаків і гайдуків.[26]
- Гуляйполе — у 1770 році на березі річки Гайчур в балці Калмичка утворився центр гайдамаків харцизників і камишників. Неодноразово на цей центр нападав командир Дніпровської лінії генерал майор Нік. Як. Ланів і очищав околиці балки Калимчки. 1785-го року за рішенням Губернського правління Катеринославського намісництва на місці Камичкі було влаштоване державне військове поселення.[27]

## Галузь зайнятості
З офіційних документів виходить, що основним заняттям харцизів були розбій і крадіжки. Іноді харцизи робили напади на слободи під виглядом татар. Так в 1690 році священик Антоній повідомив що на нього і його брата напали коли вони були на сінокосі. За ними гналися двоє людей "військовим нарядом і кричали всякою ясачною мовою". Нападниками виявилися уродженці Воронежа Івашка Струков і Кондрашка Пелепелькін.

## Оцінки істориків
Фактично ці степи довго лишались малозаселеними. І от сюди, в межиріччя Кальміусу й Міусу на необжиті землі «Дикого поля», рятуючись від кріпаччини та утиску поміщиків, тікали сотні волелюбних і знедолених селян. Тут, поблизу південних кордонів Московської держави, між Доном і Запорозькою Січчю, знаходили собі притулок найнепокорніщі і найсміливіші представники двох козацьких вольниць — донської і запорозької. В суворій боротьбі з кочівниками відстоювали вони своє право на життя, на існування. Тому турки, татари, а також поміщики називали цих волелюбних людей «харцизами» (розбійниками). Їх притулком і місцями поселень були численні долини степових річок, байраки та балки, за окремими з яких уже з XVI сторіччя закріпилась назва «харцизьких».
«Черкаське воровство» з'явилось в краї в 40-50 роках XVII сторіччя. але цей варіант колоністів не зумів закріпитися тут надовго, оскільки характеризувався вкрай агресивною поведінкою. Виступаючи як незалежна сила, «черкаське вороство» через грабунки та розбій не тільки загрожувало населенню південних земель суміжних з краєм регіонів, а й створювали перешкоди у торгівлі донецьким річковим шляхом.

## Згадування в літературі

### Котляревський Іван Петрович
Харцизи згадувалися в Поемі Івана Котляревського «Енеїда». Іван Петрович використовує також вивідні слова від «харцизів». Слово це носить в нього негативне значення «розбійник». Цікавий образ «Соловей-харциз». Хоча Котляревський зазначає хоробрість цих розбишак. Котляревський використовує це слово також в інших творах.
«…А потім Смерть до артикулу

Iм воздала косою честь, 

Наперед стоя калавуру, 

Який у її мосці єсть: 

Чума, война, харцизтво, холод, 

Короста, трясця, парші, голод; 

За сими ж тут стояли в ряд: 

Холера, шолуді, бешиха

I всі мирянські, знаєш, лиха, 

Що нас без милости морять…»

«Енеїда» ч. ІІІ, с. 45
«…Бова з Полканом як водився, 

Один другого як вихрив; 

Як Соловей-харциз женився, 

Як в Польщі Желізняк ходив. 

Патрет був француза Картуша, 

Против його стояв Гаркуша, 

А Ванька-каїн впереді. 

I всяких всячин накупили, 

Всі стіни ними обліпили; 

Латин дививсь їх красоті!…» 

«… Лавися шмат не для харциза, 

Який пройдисвіт єсть Еней; 

А то — i ти, голубко сиза, 

Ізгинеш от руки моей! 

Я всіх поставлю вверх ногами, 

Не подарую вас душами, 

А більш Енею докажу. 

Латина же, старого діда, 

Прижму незгірше, як сусіда, 

На кіл Амату посажу…»

«Енеїда» ч. IV, с. 71
«…Не звір я — людську кров пролити, 

I не харциз, людей щоб бити, 

Для мене гидкий всякий бой…»

«Енеїда» ч. IV, с. 90
«… У главной башти на сторожі

Стояли Евріал i Низ; 

Хоть молоді були, та гожі

I кріпкі, храбрі, як харциз. 

В них кров текла хоть не троянська, Якась чужая — бусурманська, 

Та в службі вірні козаки. 

Для бою їх спіткав прасунок. 

Пішли к Енею на вербунок; 

Були ж обидва земляки….»

### Грінченко Борис Дмитрович
В творі Бориса Дмитровича «Серед темної ночі» (1900 рік) також згадуються харцизи. Звичайно на початку ХХ сторіччя вони вже стали легендою, але пам'ять про лютих та небезпечних розбійників залишилася. Борис Дмитрович, як письменник Харківщини звичайно знав про кроваві сліди харцизів в Слобідській Україні.
«..Денис увесь трусився — з напруження, зо злості. Тепер він знає, хто коні бере. То догадувався, а тепер і побачив. А, злодію, коноводе, харцизе проклятий! Не минеш ти тепер Денисових рук!…»
«…Ах ти харцизе, розбишако клятий!…»

### Черкасенко Спиридон Феодосійович
Згадуються харцизи також й історичній драмі Спиридона Черкасенка «Северин Наливайко». В нього харцизи це символ сваволі та самоуправства. Але це також люди які шли козакувати згідно свого сумління, та які не були підлеглі вже встановленим козацько-старшинським традиціям.
«…Де нагло!..
Часу не мало вже сплило відтоді, 

Як Калиновського спалив дощенту

Харциз той проклятий, що звуть його

Гетьманом Наливайком. Всі у них, 

Хто лиш збере ватагу розбишак, 

Гетьманами себе взивають…» 

«…Харцизтво це, сваволя степова, 

А Наливайко твій… та й Лобода

Здобичники і гайдабури — от що!…» 

«..О, ні, зяті мої кохані це

Вертаються, побивши харцизяк. 

Лабендзі це…» 

### Іван Карпенко-Карий
У Івана Карпенка-Карого також фігурують розбійники-харцизи.
«…На попасі, тільки місяць зайшов, потемніло, саме перший сон став налягать, харцизи почали до валки підкрадатись… А ми, як шарахнули з двадцяти рушниць, так десяток харцизів і покотилось!…»

### Рудченко Іван ЯковичтаПанас Мирний
У ІХ главі другої частини роману «Хіба ревуть воли, як ясла повні?» (1875) розповідаючи про Максима (син Івана та Мотрі Ґудзів), батько використовує слово харциз по відношенню до сина, в сенсі його гультяйства та розбишацтва.
«Мучився отак з ним батько, мучився, та заплакавши, й каже Мотрі: «Ні, вже нічого з харцизою не вдію! Ні тихе слово, ні просьби, ні лайка — ніщо не помагає...»

### Білий Дмитро Дмитрович
У сучасного українського письменника Дмитра Білого, в оповіданні «Закладена душа» 12 глава має назву «Харцизи».
«…Хто хутір попалив? — чи поляки помстилися за Коліївщину, чи солдати московські погрілися, а чи просто харцизи злодійство учинили ніхто — не знав…»

## Фольклор
Незважаючи на невелику роль в історії, харцизів залишили слід у фольклорі України, а також в назві населених пунктів Донеччини.

### Легенди
- Легенда про Зуя і Харциза[31].

### Населені пункти
- Харцизьк
- Завидо-Кудашеве
- Троїцько-Харцизьк

### Географічний топонім
Слово Харциз, часто використовують в географічних назвах в Донецькій області дуже поширений топонім Балка Харцизька.
Топонім зустрічається біля таких населених пунктів як:
Троїцько-Харцизьк
Золотарівка
Новопелагіївка
Рубіжне Добропільський район
Гусельщикове Новоазовський район
Мічуріне Тельманівський район
На державному кордоні Росії і України в Луганській області біля села Новопрохоровка. [Архівовано 25 серпня 2011 у WebCite]